# Brittany Murphy
Brittany Murphy (n. 10 noiembrie 1977 – d. 20 decembrie 2009) a fost o actriță și o cântăreață americană. A fost cunoscută pentru rolurile din Girl, Interrupted, Don't Say a Word sau 8 Mile.

## Viața timpurie
Brittany Anne Murphy s-a născut în Atlanta, Georgia, pe 10 noiembrie 1977. Părinții săi, Sharon Kathleen Murphy și Angelo Bertolotti, au divorțat când ea a avut doi ani. Murphy a fost crescută de mama sa în Edison, New Jersey, unde a frecventat Colegiul Edison din același oraș. Împreună cu familia ei s-a mutat în Los Angeles, acolo începându-și cariera de actriță. Murphy a spus că mama sa nu a oprit-o din creativitate, considerând-o un factor crucial în succesele de mai târziu: "Când mi-am întrebat mama să ne mutăm în California, ea a vândut totul și s-a mutat pentru mine. … Întotdeauna a crezut în mine." Mama lui Brittany are origini irlandeză și est-europene, iar tatăl origini italiano-americane.  Ea a fost crescută în mișcarea creștină Baptistă, mai târziu devenind creștin liber.
Murphy avea doi frați vitregi, Jeff și Tony Bertolotti, și o soră vitregă mai tânără, Pia Bertolotti.

## Cariera ca actriță
Murphy a primit primul rol la Hollywood când avea 14 ani, jucând ca Brenda Drexell în serialul Drexell's Class. După accea a interpretat-o pe Molly Morgan în episodul Almost Home din The Torkelsons. Murphy a apărut ca oaspete în mai multe seriale de televiziune, incluzând Parker Lewis Can't Lose, Blossom și Frasier. A avut și rolul secundare în Sister, Sister; Party of Five și Boy Meets World.
Murphy a jucat în multe filme, incluzând Clueless (1995); Girl, Interrupted (1999); Drop Dead Gorgeous (1999); Don't Say a Word (2001); adaptarea televizată a romanului The Devil's Arithmetic (2001); 8 Mile (2002) și Uptown Girls (2003), precum și în filme mai puțin cunoscute, ca Spun (2002). În 2004, a apărut în comedia romantică Little Black Book, și în filmul apreciat de critici Sin City (2005). A avut două roluri în filmele regizorului Edward Burns: Sidewalks of New York (2001) și The Groomsmen (2006). Criticul de film Roger Ebert a aclamat talentul ei de actorie, dând recenzii bune în multe din filmele sale, comparând-o cu Lucille Ball. În 2009, a făcut parte din distribuția filmului Lifetime, Tribute, în postura de actor principal, interpretând rolul lui Cilla. Era planificată apariția ei în filmul lui Sylvester Stallone, The Expendables, care va fi lansat în 2010.
Murphy dubla și vocea unor personaje ca Luanne Platter din sitcomul animat King of the Hill de la crearea acestuia în 1997, și Joseph Gribble până în sezonul 5. A fost și vocea pinguinului Gloria din filmul de animație Happy Feet. A fost propusă pentru Premiile Anny pentru interpretarea vocală din King of the Hill episodul "Movin' On Up".
Ultimul film jucat de Murphy înainte de deces a fost drama/thriller Abandoned, în iunie 2009. Lansarea filmului este programată în 2010.
În noiembrie 2009, Murphy a părăsit distribuția filmului The Caller, care era filmat în Puerto Rico, și a fost înlocuită de Rachelle Lefevre. Murphy a negat reportajele presei cum că ar fi fost concediată din proiect după ce ar fi fost capricioasă pe scenă, motivând "diferențe creative".

## Filmografie
| An   | Film                                     | Rol                   | Note                               |
| ---- | ---------------------------------------- | --------------------- | ---------------------------------- |
| 1993 | Family Prayers                           | Elsie                 | Titlu alternativ: A Family Divided |
| 1995 | Clueless                                 | Tai                   |                                    |
| 1996 | Freeway                                  | Rhonda                |                                    |
| 1997 | Bongwater                                | Mary                  |                                    |
| 1997 | Drive                                    | Deliverance Bodine    |                                    |
| 1998 | Falling Sky                              | Emily Nicholson       |                                    |
| 1998 | The Prophecy II                          | Izzy                  |                                    |
| 1998 | Zack and Reba                            | Reba Simpson          |                                    |
| 1999 | Drop Dead Gorgeous                       | Lisa Swenson          |                                    |
| 1999 | Girl, Interrupted                        | Daisy Randone         |                                    |
| 2000 | Trixie                                   | Ruby Pearli           |                                    |
| 2000 | Angels!                                  | Nurse Bellows         |                                    |
| 2000 | Cherry Falls                             | Jody Marken           |                                    |
| 2000 | The Audition                             | Daniella              | Scurt metraj                       |
| 2001 | Sidewalks of New York                    | Ashley                |                                    |
| 2001 | Summer Catch                             | Dede Mulligan         |                                    |
| 2001 | Don't Say a Word                         | Elisabeth Burrows     |                                    |
| 2001 | Riding in Cars with Boys                 | Fay Forrester         |                                    |
| 2002 | Spun                                     | Nikki                 |                                    |
| 2002 | Something in Between                     | Sky                   | Scurt metraj                       |
| 2002 | 8 Mile                                   | Alex Latourno         |                                    |
| 2003 | Just Married                             | Sarah                 |                                    |
| 2003 | Uptown Girls                             | Molly Gunn            |                                    |
| 2003 | Good Boy!                                | Nelly                 | Voce                               |
| 2004 | Little Black Book                        | Stacy Holt            |                                    |
| 2005 | Sin City                                 | Shellie               |                                    |
| 2005 | Neverwas                                 | Maggie Blake          |                                    |
| 2006 | The Groomsmen                            | Sue                   |                                    |
| 2006 | Love and Other Disasters                 | Emily "Jacks" Jackson |                                    |
| 2006 | Happy Feet                               | Gloria                | Voce                               |
| 2006 | The Dead Girl                            | Krista Kutcher        |                                    |
| 2008 | The Ramen Girl                           | Abby                  |                                    |
| 2008 | Futurama: The Beast with a Billion Backs | Colleen (voce)        | Lansat direct pe DVD               |
| 2009 | Across the Hall                          | June                  |                                    |
| 2009 | Deadline                                 | Alice                 |                                    |
| 2010 | Something Wicked                         | Susan                 | post-producție                     |
| 2010 | Abandoned                                | Mary                  | post-producție                     |

### Televiziune
| An        | Titlu                   | Rol                                         | Note         |
| --------- | ----------------------- | ------------------------------------------- | ------------ |
| 1991      | Murphy Brown            | Frank's sister                              | 1 episod     |
| 1991–1992 | Drexell's Class         | Brenda Drexell                              | 18 episoade  |
| 1992      | Kids Incorporated       | Celeste                                     | 1 episod     |
| 1992      | Parker Lewis Can't Lose | Angie                                       | 1 episod     |
| 1993      | Almost Home             | Molly Morgan                                | 13 episoade  |
| 1993      | Blossom                 | Wendy                                       | 1 episod     |
| 1994      | Frasier                 | Olsen                                       | 1 episod     |
| 1994      | Party of Five           | Abby                                        | 2 episoade   |
| 1994–1995 | Sister, Sister          | Sarah                                       | 6 episoade   |
| 1995      | Boy Meets World         | Trini                                       | 2 episoade   |
| 1995      | The Marshal             | Lizzie Roth                                 | 1 episod     |
| 1995      | seaQuest DSV            | Christine VanCamp                           | 1 episode    |
| 1995      | Murder One              | Diane "Dee-Dee" Carson                      | 1 episod     |
| 1996      | Double Jeopardy         | Julia                                       | Film TV      |
| 1996      | Nash Bridges            | Carrie                                      | 1 episode    |
| 1996      | Clueless                | Jasmine                                     | 1 episod     |
| 1997–2009 | King of the Hill        | Luanne Platter (voce) alte personaje (voce) | 226 episoade |
| 1998      | David and Lisa          | Lisa                                        | Film TV      |
| 1999      | The Devil's Arithmetic  | Rivkah                                      | Film TV      |
| 1999–2000 | Pepper Ann              | Tank the 8th grader (voce)                  | 3 episoade   |
| 2000      | Common Ground           | Dorothy Nelson                              | Film TV      |
| 2009      | Tribute                 | Cilla McGowan                               | Film TV      |
| 2009      | Megafault               | Dr. Amy Lane                                | Film TV      |